# Ram (Veliko Gradište)
Pour les articles homonymes, voir RAM.
Ram (en serbe cyrillique : Рам) est un village de Serbie situé dans la municipalité de Veliko Gradište, district de Braničevo. Au recensement de 2011, il comptait 258 habitants.
À Ram se trouve une forteresse aménagée au XVIe siècle par les Ottomans. Cette citadelle a longtemps été un des centres de la région de Braničevo.

## Démographie

### Évolution historique de la population
| 1948 | 1953 | 1961 | 1971 | 1981 | 1991 | 2002 | 2011 |
| ---- | ---- | ---- | ---- | ---- | ---- | ---- | ---- |
| 419  | 434  | 409  | 408  | 393  | 359  | 294  | 258  |

|  |